# Elymnias casiphone
Elymnias casiphone är en fjärilsart som beskrevs av Jacob Hübner 1824. Elymnias casiphone ingår i släktet Elymnias och familjen praktfjärilar. Inga underarter finns listade i Catalogue of Life.

## Bildgalleri

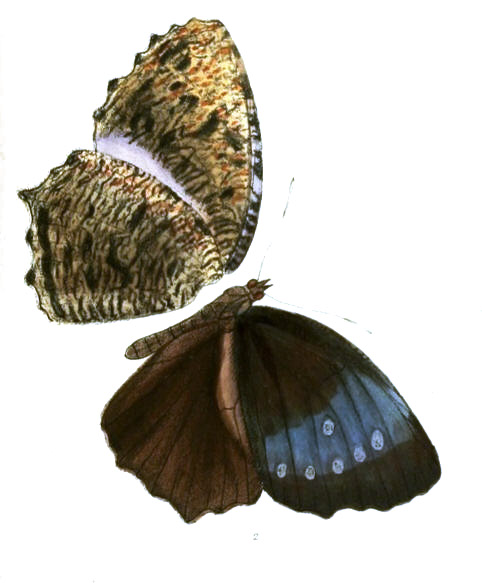
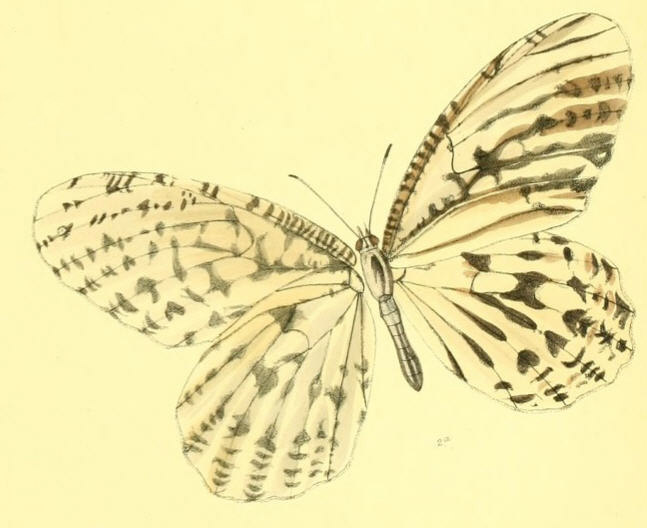